# Solanum lasiocarpum
Solanum lasiocarpum är en potatisväxtart som beskrevs av Michel Félix Dunal. Solanum lasiocarpum ingår i släktet skattor som ingår i familjen potatisväxter. Inga underarter finns listade i Catalogue of Life.

## Bildgalleri

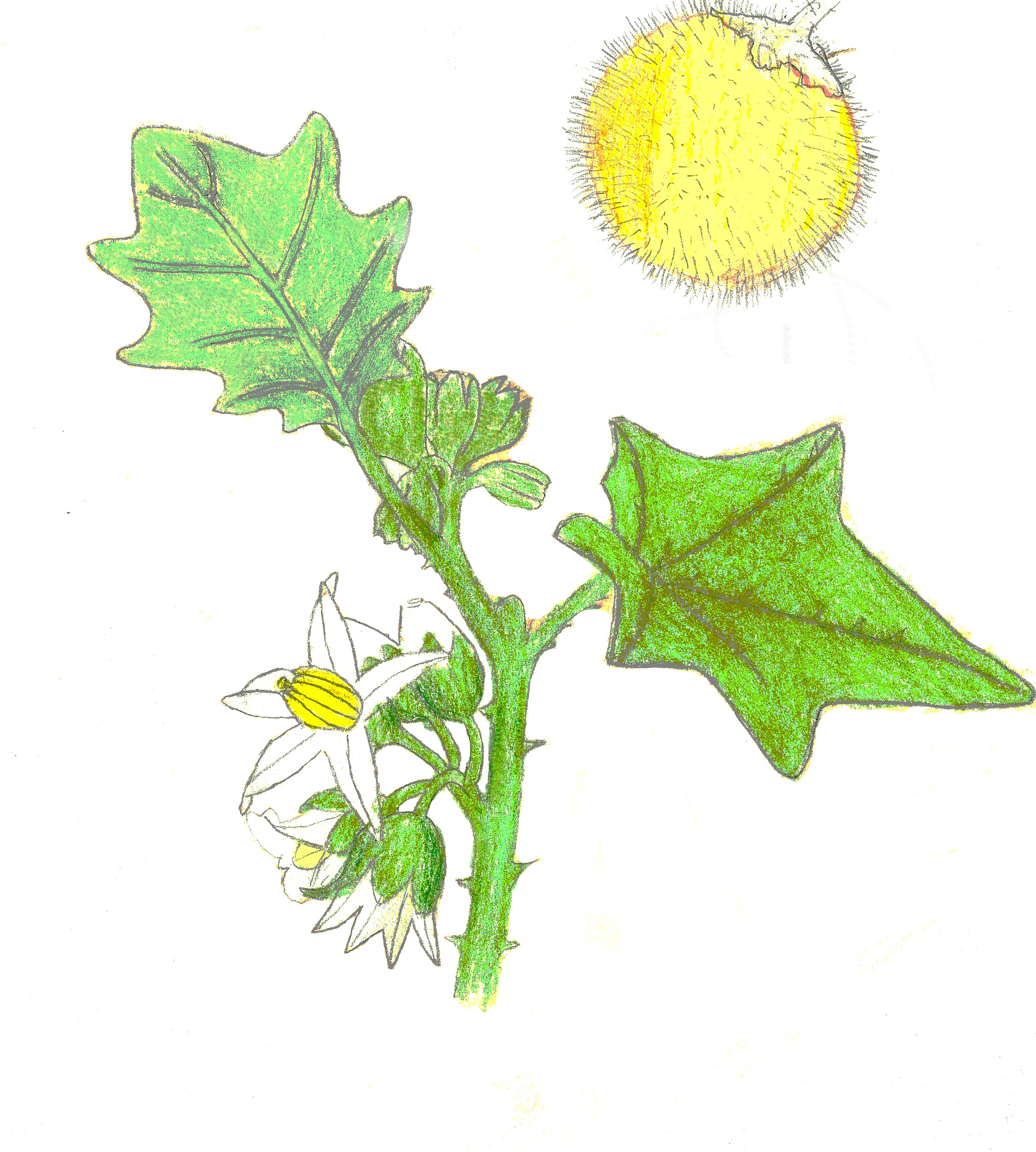